# Norator

Schaltzeichen des Norators

Als Norator bezeichnet man in der Theorie der elektrischen Netzwerke einen theoretischen Zweipol, durch den ein beliebiger Strom (Ib) fließt und an dem eine beliebige Spannung (Ub) abfällt. Dieser Zweipol ergibt also keine einschränkenden Netzwerkgleichungen und ist das Gegenstück zum Nullator. Ein Norator ist linear, aktiv und ungepolt. Sein duales Element ist ebenso ein Norator. Er stellt beispielsweise den Ausgangszweipol eines idealen Operationsverstärkers (Nullor) dar.